# Ozomatli
Az Ozomatli amerikai, latin zenét játszó együttes. 1995-ben alakultak meg Los Angelesben. Többféle műfajban is játszanak: latin hiphop, funk, salsa, reggae, rock. Zenéjükben ezek a műfajok általában egyszerre keverednek, ezáltal jellemző rájuk a kísérletezés. Tagok: Wil-Dog Abers, Raúl Pacheco, Justin Porée, Asdrubal Sierra, Ulises Bella, Jiro Yamaguchi. A zenekar Street Signs című lemeze bekerült az 1001 lemez, amelyet hallanod kell, mielőtt meghalsz című könyvbe.

## Diszkográfia
- Ozomatli (1998)
- Embrace the Chaos (2001)
- Street Signs (2004)
- Don't Mess with the Dragon (2007)
- Fire Away (2010)
- Ozomatli Presents Ozokidz (2012)
- Place in the Sun (2014)
- Non-Stop: Mexico to Jamaica (2017)